# Ruanda nos Jogos Olímpicos de Verão de 2020
Ruanda deverá competir nos Jogos Olímpicos de Verão de 2020 em Tóquio. Originalmente programados para ocorrerem de 24 de julho a 9 de agosto de 2020, os Jogos foram adiados para 23 de julho a 8 de agosto de 2021, por causa da pandemia COVID-19. Será a 10ª participação da nação nos Jogos Olímpicos de Verão desde sua estreia em 1984.

## Competidores
Abaixo está a lista do número de competidores nos Jogos.
| Esporte   | Masculino | Feminino | Total |
| --------- | --------- | -------- | ----- |
| Atletismo | 2         | 1        | 3     |
| Ciclismo  | 1         | 0        | 1     |
| Natação   | 1         | 1        | 2     |
| Total     | 4         | 2        | 6     |

## Atletismo
Os seguintes atletas de Ruanda conquistaram marcas de qualificação, pela marca direta ou pelo ranking mundial, nos seguintes eventos de pista e campo (até o máximo de três atletas em cada evento):
- Nota– As posições para os eventos de pista são em relação à bateria do atleta
- Q = Qualificado para a próxima fase
- q = Qualificado para a próxima fase como o perdedor mais rápido ou, em eventos de campo, pela posição sem atingir o alvo para qualificação
- NR = Recorde nacional
- N/A = Fase não aplicável para o evento
- Bye = Atleta não precisou disputar aquela fase

Eventos de pista e estrada
Masculino
| Atleta            | Evento             | Eliminatória | Eliminatória | Final     | Final   |
| Atleta            | Evento             | Resultado    | Posição      | Resultado | Posição |
| ----------------- | ------------------ | ------------ | ------------ | --------- | ------- |
| John Hakizimana   | Maratona masculina | —            | —            |           |         |
| Felicien Muhitira | Maratona masculina | —            | —            |           |         |
| Marthe Yankurije  | 5000 m feminino    |              |              |           |         |

## Ciclismo

### Estrada
Ruanda inscreveu um ciclista para competir na corrida em estrada masculina, em virtude de sua posição entre as 50 melhores nações no ranking mundial masculino da UCI.
| Atleta        | Evento                       | Tempo | Posição |
| ------------- | ---------------------------- | ----- | ------- |
| Moise Mugisha | Corrida em estrada masculina |       |         |

## Natação
Ruanda recebeu vagas de universalidade da FINA para enviar os nadadores de melhor ranking (um por gênero) para seus respectivos eventos individuais nas Olimpíadas, baseado no Ranking de Pontos da FINA de 28 de junho de 2021.
| Atleta             | Evento               | Eliminatória | Eliminatória | Semifinal | Semifinal | Final | Final   |
| Atleta             | Evento               | Tempo        | Posição      | Tempo     | Posição   | Tempo | Posição |
| ------------------ | -------------------- | ------------ | ------------ | --------- | --------- | ----- | ------- |
| Eloi Maniraguha    | 50 m livre masculino |              |              |           |           |       |         |
| Alphonsine Agahozo | 50 m livre feminino  |              |              |           |           |       |         |